# ASCI Red

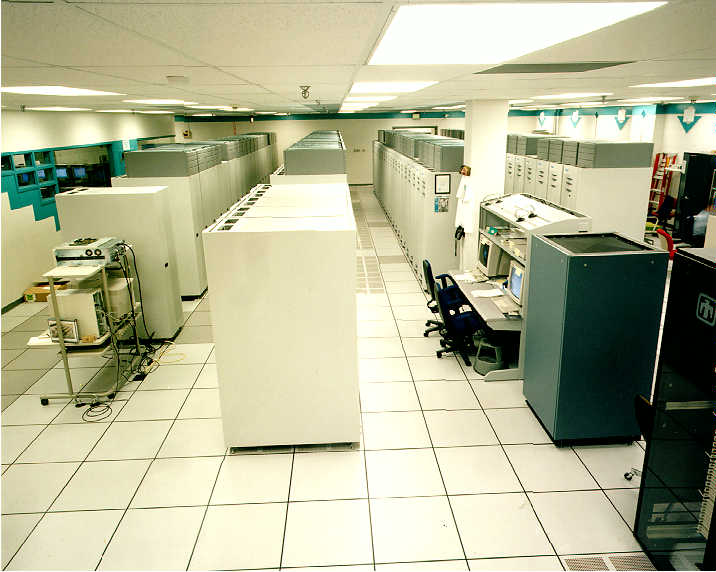
ASCI Red visto dall'interno dei Sandia Labs

ASCI Red o ASCI Option Red, era un supercomputer installato ai Sandia National Laboratories a Albuquerque Nuovo Messico. Il computer divenne operativo nel 1997, venne dismesso nel settembre del 2005 e nel 2006 fu demolito. Fu il più potente computer della TOP500 tra il giugno 1997 e il giugno 2000.
Il progetto nasce da una collaborazione tra Intel e i laboratori Sandia, ed era parte la fase uno del progetto governativo statunitense Accelerated Strategic Computing Initiative (ASCI) del United States Department of Energy e del National Nuclear Security Administration per sviluppare un simulatore in grado di rimpiazzare i test nucleari sotterranei che una moratoria firmata dal presidente statunitense George H. W. Bush nel 1992 e estesa da Bill Clinton nel 1993 aveva reso non praticabili.
Il sistema era formato da una rete a maglia (38 × 32 × 2) MIMD massively-parallel processing consistente in 4.510 nodi di calcolo, 1212 gigabyte di memoria distribuita e 12.5 gigabyte di memoria su disco. Inizialmente la macchina utilizzava processori Pentium Pro alla frequenza di 200 MHz ma in seguito venne aggiornata con l'utilizzo di processori Pentium II OverDrive. Il sistema era formato da un totale di 9298 Pentium II Overdrive a 333 MHz stipati all'interno di 104 armadi che occupavano una superficie di 230 metri quadrati. Il sistema era stato progettato prevedendo l'utilizzo di componenti non dedicati e prevedendo un'architettura molto scalabile.
L'ASCI Red è stato il primo supercomputer del pianeta a superare la soglia di 1 TeraFLOPS secondo il test LINPACK-MP (1996) e quindi è diventato il più potente computer del pianeta secondo la TOP500. Dopo l'aggiornamento ai Pentium II Overdrive il sistema ha raggiunto la potenza di calcolo di 2 TeraFLOPS.
Differenti parti del sistema utilizzano differenti sistemi operativi. Per il programmatore la macchina si comportava come una normale macchina Unix che eseguiva Teraflops OS, una versione distribuita del sistema operativo OSF/1 AD creata da Intel originariamente per il Paragon XP/S Supercomputer. La gestione dei nodi di calcolo era affidata a una versione molto leggera del sistema operativo Cougar, un sistema operativo che univa alcune componenti del precedente SUNMOS e Puma il kernel che era stato sviluppato per i nodi di calcolo del supercomputer Paragon.
Una parte dell'ASCI Red è conservata al museo The Computer History Museum a Mountain View California.